# König

St. Edwardskrone

König oder weiblich Königin ist die Amtsbezeichnung für den höchsten monarchischen Würdenträger in der Rangfolge eines souveränen Staates. Hierarchisch dem König übergeordnet ist nur der Kaiser wie im Falle der historischen Großreiche. Im Europa des späten Mittelalters und der frühen Neuzeit war der König in der Regel höchster Souverän seines Landes: Oberhaupt der Regierung, oberster Richter und Gesetzgeber in einer Person. Darüber hinaus nahm er in manchen Staaten – beispielsweise in England und später im Vereinigten Königreich – die Funktion eines geistlichen Oberhaupts wahr. In modernen Monarchien ist der König meist Staatsoberhaupt mit ausschließlich repräsentativen und zeremoniellen Aufgaben. Die Anrede eines Königs ist „Majestät“.

## Etymologie

### Germanische Sprachen
Die Vorstufen des deutschen Wortes König und eng verwandte Wörter sind nicht nur in den älteren deutschen Sprachstufen (ahd. kuning, mhd. künic), sondern auch in den meisten anderen altgermanischen Sprachen bezeugt (altengl. cyning, altnord. konungr) und aus einer germanischen Sprache des 2./3. Jahrhunderts ins Finnische entlehnt worden (finnisch, estnisch kuningas). Die zugrundeliegende Form des althochdeutschen kuning, (protogermanisch) *kuninga-z, enthält das Suffix -ing/-ung, das Zugehörigkeit und Abstammung bezeichnet. *kuninga-z bedeutete also ursprünglich „der zum kuni/kunja- Gehörige“ oder „der von einem kuni/kunja- Abstammende“. Die genaue Interpretation dieser Wortableitung ist jedoch umstritten. Eine weithin akzeptierte Deutung sieht das altgermanische Wort *kunja- „Sippe, Geschlecht“ (got. kuni, ahd. und altsächs. kunni, mhd. künne, engl. kin, schwed. kön) als Ausgangspunkt der Bildung. Der *kuningaz wäre dann „der einem (edlen) Geschlecht Entstammende“ (von vornehmer Herkunft) gewesen.
Das deutsche Wort König ist eng mit dem neuniederländischen koning, dem neuenglischen king, dem neuschwedischen konung und kung und dem neuisländischen kon(un)gur verwandt. Neben dem protogermanischen *kuningaz existierte auch die Kurzform *kuniz.
Die weibliche Form Königin kann nicht nur eine dem männlichen König entsprechende Würdenträgerin bezeichnen, sondern auch die Ehefrau eines Königs (siehe Titularkönigin). Der Ehemann einer regierenden Königin wird hingegen meist nicht als König (Titularkönig), sondern als Prinzgemahl bezeichnet. Das englische Wort für Königin, queen, bedeutet ursprünglich nur Ehefrau, von altenglisch cwēn, „Ehefrau; Königin“. Dieses gehört zu einem indogermanischen Wortstamm, der einfach „Frau“ bedeutet, wie norwegisch kvinne, das Wort žena bzw. жена  für „Frau“ in den slawischen Sprachen und das Griechische γυνή (gesprochen altgriechisch gynḗ, neugriechisch jini).

### Romanische Sprachen, Indoarische Sprachen, Keltisch
Zum lateinischen Königstitel rēx (Genitiv rēgis) gehört der Begriff regnum (Königreich) und das Verb regere/regnare (herrschen). Er ist etymologisch verwandt mit rājā, dem indischen Wort für „König“  (gesprochen raadschaa auf Sanskrit und Hindi). Das deutsche Wort Reich gehört zur selben indogermanischen Wortfamilie und ist wohl ein altes keltisches Lehnwort: keltisch wahrscheinlich *rīgjom zu *rīgs = König (vgl. den Namen des gallischen Häuptlings Vercingetorix). Aus diesem *rīgs leiten sich das irische rí und das schottisch-gälische righ für „König“ und das walisische rhi für „Adliger“ ab. „König“ heißt auf Walisisch brenin.

### Slawische Sprachen
In slawischen Sprachen war das ursprüngliche Wort für König der Knjaz, später wurde der slawische Königstitel vom Eigennamen Karl abgeleitet, nach Karl dem Großen (Analog der Ableitung der Begriffe Kaiser und Zar vom Namen Caesar): Sorbisch: kral, tschechisch král, polnisch król [krul], slowenisch, kroatisch, bosnisch und serbisch kralj, russisch король korol'.

### Finno-ugrische Sprachen
In der ungarischen Sprache ist das Wort für König vermutlich slawischen Ursprungs: király (vgl. kroat. bosn.kralj).

### Außereuropäische Sprachen
Für den Begriff König in außereuropäischen Ländern wird die Bezeichnung bei der Übersetzung oft willkürlich gewählt, um die lebenslange Herrschaftsfunktion zum Ausdruck zu bringen. Bei kleinen Königtümern und Stammeskönigtümern ist der Übergang vom Häuptling zum König oft fließend, in der Landessprache nicht selten ein und derselbe Begriff.
Der chinesische Titel des Wang war in den frühen Dynastien (bis zur Einigung Chinas als Kaiserreich) die Bezeichnung des souveränen Herrschers, weshalb er in der westlichen Übersetzung mit dem König gleichgesetzt wird. Später wurde der Wang jedoch zum höchsten chinesischen Adelstitel im Kaiserreich, in westliche Sprachen üblicherweise übersetzt als Prinz.

## Geschichte

### Alter Orient
Im Alten Orient war das Königtum die am weitesten verbreitete Herrschaftsform und wurde in seiner Frühzeit durch eine sogenannte Palastwirtschaft gestützt: Diese entwickelte sich im 3. und 2. Jahrtausend v. Chr. in den Stätten von Sumer aus der Tempelwirtschaft und wurde nach dem Großreich von Akkad (um ca. 2340–2200 v. Chr.) von den darauf folgenden mesopotamischen Kleinkönigreichen übernommen. Besonders erfolgreiche Dynastien wie die von Qatna, Mari, Jamḫad, Ebla, Larsa, Ur, Isin, Der, Susa und viele andere mehr geboten dabei oft über mehrere Städte mit teils abhängigen Palastwirtschaften und regierenden Statthaltern oder Fürsten, welche dem jeweiligen Oberkönig Tribute zollten. Als Höhepunkte des altorientalischen Königtums gelten verschiedene Großkönigreiche, darunter ab ca. 1800 v. Chr. bis 330 v. Chr. diejenigen der Babylonier, Hethiter, Assyrer und Perser. Im Laufe der Jahrhunderte wurde die Verwaltung der Königreiche zunehmend ausgeklügelter und die Palastwirtschaft war spätestens nach dem Bronzezeit-Kollaps (der auch die ähnlich strukturierte mykenische und minoische Palastzeit beendete) obsolet. Ein weiteres und spezielles Beispiel für frühes Königtum stellt das Alte Ägypten dar.
Welche Funktionen altorientalische Könige im Einzelnen hatten, ist nicht immer geklärt und änderte sich sicherlich auch im Laufe der Zeit. Auch ist nicht bekannt, was den König in seinem Amt legitimierte; bei vielen altorientalischen Königtümern wird davon ausgegangen, dass sie aus einer Priesterkaste hervorgingen und sich als Gottkönige betrachteten. Zudem hatten sie anders als die frühen skandinavischen Könige eine rechtsprechende Funktion. Ein solches Selbstverständnis findet sich etwa auch in der Formel „Hirte der Völker“ aus, die zum ersten Mal für Lugalzagesi bezeugt ist. Bei den ägyptischen Königen („Pharaonen“) waren die Gottkönige ebenso geistliches Oberhaupt und göttliche Reinkarnation. Zuletzt unterwarf sich der persische Großkönig praktisch den gesamten Vorderen Orient; er betrachtete sich wohl mehr als weltlicher „König der Länder und Völker“, welche in seinem Titel explizit genannt wurden. Er war Oberherrscher über die Satrapen des Reiches, welche er aus den lokalen Eliten rekrutierte.
Das Perserreich wurde mit den Eroberungsfeldzügen von Alexander dem Großen zerschlagen, der sich anders als der persische König wieder auf göttliche Abstammung berief. Dem folgten die Diadochenreiche, als Alexanders Generäle nach dessen Tod eigene Reiche gründeten (Hellenismus). Das Seleukidenreich und das Ptolemäerreich hielten sich am längsten (spätes 1. Jahrhundert v. Chr.). In der Tradition Alexanders beriefen auch sie sich auf ihre göttliche Abkunft, jedoch in erster Linie zur Legitimation; Pflichten als religiöses Oberhaupt gingen nicht primär damit einher. Schließlich übertrugen die Römer nach der Eroberung großer Teile des Orients die Vorstellung von der Göttlichkeit des Herrschers auf das Kaisertum, das seit der Spätantike christlich legitimiert war.
Siehe auch: Sumerische Königsliste, Liste der Pharaonen, Liste der Könige von Elam,  Liste der hethitischen Großkönige, Liste der babylonischen Könige, Liste der assyrischen Könige, Liste der nubischen Könige, Liste der achämenidischen Könige, Liste der Seleukidenherrscher, Liste der Ptolemäer

### Antike

#### Griechenland
Das antike Griechenland war eine sehr lose, oft in widerstreitende Allianzen gespaltene Staatengemeinschaft. In den griechischen Staaten existierten verschiedene, teils wechselnde Staatsformen; das Königtum war in archaischer und klassischer Zeit (ca. 800 bis 336 v. Chr.) eine seltene Ausnahme im griechischen Kernland. In Sparta existierte jedoch ein Doppelkönigtum. Sinn dahinter war eine gegenseitige Kontrolle, wobei die Königsherrschaft ohnehin eingeschränkt war. In der Zeit des Hellenismus war das Königtum hingegen die gängige Staatsform in den Nachfolgereichen des Alexanderreichs, wobei die Macht der hellenistischen Könige in ihrem jeweiligen Reich weitgehend unbeschränkt war.
Das eigentliche Wort für König, βασιλεύς [basileus], wurde später auch auf die römischen Imperatoren angewandt. Vom Königtum zu unterscheiden ist die Tyrannis.

#### Rom
In seiner Anfangszeit seit der (angeblichen) Gründung durch Romulus und seinen Bruder Remus war der römische Staat ausschließlich durch Könige regiert worden, wenngleich vieles von legendären Erzählungen verschleiert ist. Nach dem Sturz des siebten und letzten Königs Lucius Tarquinius Superbus durch die Adligen der Stadt (angeblich 509 v. Chr.) war Rom bis ins späte 1. Jahrhundert v. Chr. eine Republik. Der Königstitel (rex) war so verpönt, dass bei der Umwandlung der Diktatur Caesars in eine erneute dauerhafte Monarchie durch Augustus die Amtsbezeichnung Imperator in ihrer Bedeutung verändert und mit Caesars Eigennamen (eigentlich seinem Cognomen) ausgeschmückt wurde. Als Ausnahme übertrug Konstantin der Große seinem Neffen Hannibalianus um 335/36 den Titel rex, was sich jedoch auf separate römische Klientelherrschaften bezog.

### Germanen
Die Frage nach dem Königtum bei den Germanen wird in der neueren Forschung kontrovers diskutiert. In der älteren Forschung wurde aus den antiken Quellen auf ein germanisches Königtum geschlossen, das in unterschiedlichen Ausprägungen (siehe Sakralkönigtum und Heerkönigtum sowie Kleinkönig) bei diversen Stämmen existiert habe, wobei den antiken Autoren zufolge bei einigen Stämmen gar kein Königtum mehr existierte. In neuerer Zeit wird allerdings auf methodische Mängel älterer Arbeiten hingewiesen. Insofern agierten auf germanischer Seite zwar Anführer/Herrscher, bei der in lateinischen Texten auftauchenden Bezeichnung rex (König) handelte es sich allerdings wohl eher um eine Hilfskonstruktion, um so von römischer Seite mit vertrauten Begriffen außenpolitisch agieren zu können. Ob die jeweiligen Anführer aber im eigentlichen Sinne als Könige (mit allen damit verbundenen Erwartungen) zu betrachten sind, wird in der neueren Forschung in Zweifel gezogen.

### Wikinger
In den Quellen werden eine ganze Reihe verschiedener Arten von Königen aufgeführt: Könige, Kleinkönige, Heerkönige und Seekönige. Letztere besaßen kein Herrschaftsgebiet.
Die Quellen der frühen Zeit schweigen sich über Stellung und Funktion des Königs aus. Auch weiß man nicht, wie man ursprünglich König wurde. Allerdings spricht viel dafür, dass am Anfang ein Wahlkönigtum bestanden hat. Es ist anzunehmen, dass immer Personen aus den vornehmsten Familien und schließlich der Familie des Vorgängers zur Wahl standen, so dass sich allmählich ein Erbkönigtum entwickelte. Es deutet vieles darauf hin, dass zumindest in Schweden am Anfang ein Sakralkönigtum bestanden hat. In diesem Kontext hatte der König die Aufgabe, durch seine familiäre Beziehung zur göttlichen Sphäre (die Könige leiteten sich von Göttern als Stammeltern her) Wachstum und Gedeihen in ihrem Bereich zu garantieren. Bei diesem Vorgang spielte neben der Schaffung eines Zentralkönigtums durch Harald Hårfagre die Kirche eine besondere Rolle, indem sie König Olav Haraldsson zum Heiligen erklärte, der sein göttlich legitimiertes Königsheil auf seine Nachkommen überträgt.
Harald Hårfagre stammte von einem Kleinkönig ab, konnte aber ein Oberkönig werden. Es ist unbekannt, ob diese Könige ihr Königtum auf den Familienstamm oder auf ihre militärische Stärke gründeten. Harald jedenfalls baute vor allem auf seine Militärmacht. Des Weiteren war diese aufwendig zu unterhalten, weshalb er in großem Umfang Bauern enteignete.
Torbjørn Hornklove dichtet über Harald:

„Ich glaube, Du kennst den König / der auf den Schiffen wohnt / der Herr der Nordmänner / Gebieter über tiefe Schiffe / mit blutbespritzten Spanten / und roten Schilden, / geteerte Ruder / und ein Zelt aus Gischt.“

Das ist die Beschreibung eines typischen Wikingerkönigs. Offenbar hatten fremde Vorbilder ihn dazu gebracht, dass er eine andere Art von König sein wollte. So könnte auch an ein Gerichtskönigtum gedacht gewesen sein. Torbjørn Hornklove bezeichnet in der Glymdrápa Haralds Gegner als hlennar = Diebe, was ein Hinweis auf den Versuch, Recht und Ordnung durchzusetzen, gedeutet werden könnte. Der Ausdruck wird aber eher nur eine Herabsetzung der Feinde bedeuten.
Der König hatte eine große Zahl an Schiffen und Mannschaften zu unterhalten. Dazu benötigte er verschiedene Arten von Einkünften. Eine davon waren die Königshöfe, die an der Küste aufgereiht waren und aus Enteignungen stammten. Diese Stellen zahlten ihre „Steuer“ dadurch, dass sie den König mit Mannschaft für eine gewisse Zeit mit Kost und Logis beherbergten. Es handelte sich also um ein Reisekönigtum. Das entspricht ganz der Art, wie die übrigen Wikingerkönige z. B. in Irland vorgingen. Der Vorteil für die Bauern war, dass der König andere Räuber fernhielt, so dass die Belastung auf viele Bauern verteilt überschaubar war.
Die Funktion des Königs beschränkte sich lange auf die Vertretung des Gesamtstaates nach außen (Der König musste entscheiden, ob man in den Krieg zog), auf das Heerwesen und die Verwaltung, soweit sie für die Gesamtheit erforderlich war. Eine andere Hauptfunktion war die Verteilung der Kriegsbeute.

#### Andere Königsarten
Der Kleinkönig war ein Stammesführer, der nur über einen begrenzten Raum und nur über einen Teil eines größeren Stammesverbands herrschte.
Der Unterkönig, auch Skattkönig (Steuerkönig) genannt, war ein mediatisierter König, der zwar in seinem Machtbereich weitgehende Souveränität besaß, aber einen Oberkönig anerkennen musste, dem er abgabepflichtig war und der die Reichseinheit wahrte und für die Gesamtverteidigung zuständig war.
Der Heerkönig und der Seekönig waren eigentlich Feldherren in unserem Sinne. Sie sammelten Schiffe und Mannschaft um sich und zogen zu Plünderungszügen aus. Sie waren aber an bestimmte Regeln in ihrer Befehlsgewalt gebunden. Insbesondere gab es ungeschriebene Gesetze über die Verteilung der Beute, an die sie sich zu halten hatten. Das galt übrigens auch für die fränkischen Könige in der frühen Zeit. Snorri definiert in der Ynglingasaga den Seekönig so:

„Da gab es viele Seekönige, die über große Heere geboten, aber kein Land besaßen. Den allein erkannte man mit Fug als einen richtigen Seekönig an, der nie unter rußigem Hausdach schlief und nie im Herdwinkel beim Trunke saß.“

Sie sollen sogar auf den Schiffen überwintert haben. Denn in einer Beratung zwischen König Olav dem Heiligen und dem Schwedenkönig Önund sagt Olav: „Wir haben doch ein sehr starkes Heer und gute Schiffe die Menge, und wir können sehr wohl den ganzen Winter hindurch an Bord unserer Schiffe bleiben nach der Art der alten Wikingerkönige.“
Der Heerkönig auf dem Festland war während der Völkerwanderungszeit gleichzeitig Identifikationsfigur. Die germanischen gentes sind nach heutiger Ansicht durchaus multiethnisch gewesen. Sie erhielten ihre Identität durch die Zugehörigkeit zu einem bestimmten Heerkönig und dessen Familie, an deren Seite sie kämpften und deren Traditionen sie übernahmen. Die frühmittelalterliche ethnische Terminologie ist nicht kulturell, linguistisch oder geographisch, sondern militärisch und politisch. Die Ethnie war also nicht eine objektive Kategorie mit einer präzisen Definition, sondern ein subjektiver Prozess, durch den sich die Individuen selbst und auch die anderen definierten, und zwar in bestimmten Situationen, besonders im Zusammenhang mit Konflikt und Krieg. Die ethnischen Gruppen veränderten sich daher schnell und definierten sich auch um und zwar mit verblüffender Schnelligkeit.
Alle diese Königsbezeichnungen dürften sekundär und erst in der Wikingerzeit entstanden sein, also im 8. Jahrhundert Der Begriff „König“ für einen Herrscher in einem Gebiet ist aber offenbar älter. Wahrscheinlich haben Söhne von Königen, die zum Wikingern auszogen, den Königstitel für ihre Heerfahrt angenommen.

#### Thronfolgeregelungen
Sobald der Königstitel erblich geworden war, waren offenbar seine männlichen Nachkommen gleichberechtigt zur Nachfolge berufen, entweder, indem sie gemeinsam regierten oder das Reich teilten oder indem einer die Regierung allein übernahm, der andere mit Vermögen abgefunden wurde. Die Mündigkeit zur Herrschaft wird allgemein auf das 12. Lebensjahr angesetzt. Das Königtum war Eigentum und Erbgut des regierenden Hauses. Im Norwegen des christlichen Mittelalters war es das 15. Lebensjahr. Erik Magnusson stand 1280 mit 12 Jahren noch unter der Vormundschaft des Reichsrates.
Für Frauen gab es eine „latente“ Thronfolgeberechtigung. Sie konnten zwar selbst nicht Herrscherinnen werden, aber den ihnen an sich zukommenden Herrschaftsanspruch auf ihren Ehemann oder Sohn weitergeben. Die Heimskringla (keine Geschichtsschreibung, aber ein Spiegel der Kenntnisse der Verfasser über bestimmte Gesellschaftsstrukturen) berichtet, dass König Eysteinn Halfdánarson Vestfold geerbt habe, als sein Schwiegervater, König Eiríkur Agnarsson kinderlos gestorben war. König Halvdan Svarte, der Vater Harald Hårfagres soll erst einen Teil von Agdir von König Haraldur granrauði, seinem Großvater mütterlicherseits und dann auch noch Sogn über seinen Sohn Harald von dessen mütterlichen Großvater Harald gullskegg geerbt haben. Das war auch mit dem normalen Erbrecht vereinbar. Danach konnten Frauen eine Grundherrschaft erben, allerdings die Herrschaft nicht persönlich ausüben.
Bei der Thronfolge wurde das normale Erbrecht nachgebildet. So schloss der nähere Verwandtschaftsgrad den ferneren vollständig aus. Dabei wurde allerdings nicht vom verstorbenen König aus gerechnet, sondern vom Stammvater, von dem das Königtum abgeleitet wurde. So schloss der Sohn zwar den Enkel aus. Aber wenn der verstorbene König einen Sohn und eine Tochter hatte, so waren die Söhne des Sohnes und ihre Söhne gleichberechtigt. Bei der Erbfolge in einen Gutshof galt: Die männlichen Nachkommen schlossen die weiblichen zwar aus, nahmen ihnen aber nicht das latente Nachfolgerecht. Bei zwei Schwestern verdrängte diejenige, die einen Sohn hatte, die Schwester, die nur eine Tochter hatte, vom Hof. Hatte in der nächsten Generation der Sohn nur eine Tochter und die Schwester-Tochter einen Sohn, so verdrängte dieser umgekehrt die Tochter. Dies ist alles so im Gulathingslov geregelt. Wie weit diese Regeln auch auf die Thronfolge angewendet wurden, lässt sich nicht feststellen. Jedenfalls gab es einen Unterschied: Während nach der zivilen Erbfolgeregelung uneheliche Söhne erst nach den Geschwisterkindern erben konnten, waren außereheliche Kinder ohne weiteres thronfolgeberechtigt. Håkon der Gute war unehelicher Sohn von Harald Hårfagri, Magnus der Gute war unehelicher Sohn von Olav dem Heiligen. Die meisten Könige damals waren unehelich.
Bei der gemeinsamen Regierung mehrerer Brüder folgte der Sohn eines versterbenden Königs seinem Vater nicht nach, sondern dessen Königsherrschaft wuchs den verbleibenden Königen zu.
Harald Hårfagre versuchte, durch Hausgesetz die Erbfolge erstmals abweichend zu regeln, indem er bestimmte, dass seine Söhne das Reich teilen sollten, aber einer das Oberkönigtum innehaben sollte. Jeder sollte sein Königtum im Mannesstamme vererben. Die Söhne von Töchtern sollten – ebenfalls erblich – die Jarlswürde erhalten, womit eine kleinere Herrschaft, dem König untergeordnet, bezeichnet war. Mit Hilfe des Oberkönigtums sollte trotz der Teilung der Herrschaft eine Einheit des Reiches nach außen gewahrt bleiben.

#### Skandinavien im christlichen Mittelalter
Die Funktion des Königtums änderte sich im christlichen Mittelalter, insbesondere um 1300, allmählich. Unter Erik II. und besonders unter seinem Nachfolger Håkon Magnusson bekam der König eine im frühen Skandinavien unbekannte Rolle als oberster Gesetzgeber und oberster Richter. Um diese Zeit wurde der Königsspiegel in altnorwegischer Sprache verfasst, der die Stellung des Königs ausschließlich biblisch begründet. Hier kommen die kontinentalen Strömungen der Rechts- und Staatswissenschaften zum Tragen.

### Heiliges Römisches Reich
Nachdem die ostfränkische Linie der Karolinger ausgestorben war, entstand ein Wahlkönigtum im Ostfränkischen Reich, aus dem das Heilige Römische Reich hervorging. Der König wurde von einem bestimmten Kreis der Großen des Reichs gewählt (nicht alle Fürsten waren am Wahlakt beteiligt bzw. konnten das Recht beanspruchen), es existierte keine Erbmonarchie. Die Königsmacht war nie absolut, vielmehr waren die römisch-deutschen Könige auf die Kooperation der Großen angewiesen (Konsensuale Herrschaft). Die Könige konnten den Papst darum bitten, sie zum Kaiser zu krönen, wofür nun nur noch die römisch-deutschen Könige in Frage kamen. Ihr Kaisertum und ihr Königtum war (wie im Mittelalter allgemein üblich) mit dem Gottesgnadentum verbunden und stand nun auch in Verbindung mit der universalen Reichsidee. Römisch-deutsche Könige ohne Kaiserwürde trugen den Titel Rex Francorum, ab dem 11. Jahrhundert Rex Romanorum (siehe Römisch-deutscher König). Der Kreis der Wahlberechtigten engte sich immer mehr ein, da unter den damaligen Bedingungen nur ein Bruchteil von ihnen praktisch an der Wahl beteiligt war. Seit dem staufisch-welfischen Thronstreit von 1198 war eine Königswahl nur gültig, wenn daran die Erzbischöfe von Mainz, Köln und Trier sowie der rheinische Pfalzgraf beteiligt waren. Aus dieser Gruppe gingen dann im Spätmittelalter die Kurfürsten (von küren = wählen) hervor, die spätestens seit 1273 die alleinigen Wähler waren, was 1356 in der Goldenen Bulle verbindlich festgeschrieben wurde.
Nach 1530 war der gewählte König automatisch Kaiser. Die Kaiserkrönung fand nun ohne Beteiligung des Papstes in Aachen statt. Gleichwohl war der Kaiser immer noch römisch-deutscher König. Neben der deutschen Königswürde gab es im Heiligen Römischen Reich nur die Königswürde von Burgund (zuletzt von Karl IV. wahrgenommen) und die von Böhmen.
Unter diesen Bedingungen wählten in der Zeit des Absolutismus nach Glanz strebende deutsche Territorialherrscher den Ausweg, außerhalb des Reiches König zu werden: August der Starke, Kurfürst von Sachsen, ließ sich 1697 zum König von Polen wählen. Kurfürst Friedrich III. von Brandenburg war Souverän im außerhalb des Reichs gelegenen Herzogtum Preußen. Im Jahr 1701 erreichte er nach Verhandlungen mit Kaiser Leopold I. die Anerkennung seiner Selbstkrönung zum König in Preußen. Die welfischen Kurfürsten von Hannover stellten seit 1714 in Personalunion den König von Großbritannien.
Bayern, Württemberg und Sachsen wurden erst nach dem Ende des Heiligen Römischen Reiches, Hannover nach dem Wiener Kongress Königreiche. Die Hannoverschen Welfen trugen danach bis zum Ende der Personalunion mit England 1837 die Kronen Englands und Hannovers.

### Neuzeit
Der Königstitel wird in den meisten Ländern Europas durch Erbgang nach dem Tod oder Rücktritt (Abdankung) des Vorgängers übertragen. In den Erbmonarchien galt früher fast immer das männliche Erstgeburtsrecht. Nachfolger wurde also stets der älteste männliche Erbe des verstorbenen Königs. Die meisten europäischen Monarchien haben in den letzten Jahren die Erbfolge zugunsten des ältesten leiblichen Erben – gleichgültig ob Mann oder Frau – geändert.
Einige Königreiche, wie etwa Polen und heute noch Malaysia, waren dagegen Wahlmonarchien. In ihnen bestimmte ein festgelegter Kreis von Wählern – in Deutschland waren dies die Kurfürsten – den Nachfolger eines verstorbenen oder abgesetzten Königs.
Der formelle Amtsantritt eines Königs erfolgt im Rahmen einer feierlichen Krönung, wie im Vereinigten Königreich oder in einer Huldigungszeremonie, wie in den Niederlanden.

## Listen ehemaliger Herrscher
- Ägypten: Liste der Pharaonen
- Bayern: Liste der Herrscher Bayerns
- Belgien: Liste der Herrscher von Belgien
- Bosnien: Haus Kotromanić, Haus Hrvatinic und Haus Šantić
- Böhmen: Liste der böhmischen Herrscher
- Bulgarien: Liste der Herrscher von Bulgarien
- Burundi: Liste der Könige von Burundi
- Byzanz: Liste der byzantinischen Kaiser
- Dahomey (Königreich): Liste der Könige von Dahomey
- Dänemark: Liste der Könige Dänemarks
- England: Liste der Herrscher Englands
- Frankenreich: Liste der fränkischen Herrscher
- Frankreich: Liste der Staatsoberhäupter Frankreichs
- Griechenland: Liste der Staatsoberhäupter von Griechenland
- Großbritannien: Liste der britischen Monarchen
- Heiliges Römisches Reich: Liste der römisch-deutschen Herrscher
- Israel: Liste der Könige Israels
- Italien: König von Italien
- Kongo (Königreich): Mani-Kongo
- Kroatien: Liste der Herrscher Kroatiens
- Lesotho: Liste der Paramount Chiefs und Staatsoberhäupter Lesothos
- Makedonien: Liste der Könige von Makedonien
- Marokko: Liste der Herrscher Marokkos
- Neapel: Liste der Herrscher von Neapel
- Nepal: Liste der Könige von Nepal
- Niederlande: Liste der Herrscher der Niederlande
- Norwegen: Liste der Könige von Norwegen
- Ostgotenreich: Liste ostgotischer Könige
- Polen: Liste der polnischen Herrscher
- Portugal: Liste der Könige von Portugal
- Preußen: Liste der Herrscher von Brandenburg
- Russland: Liste der russischen Herrscher
- Sachsen: Liste der sächsischen Könige
- Schottland: Liste der Herrscher Schottlands
- Schweden: Liste der Könige von Schweden
- Serbien: Monarchen des alten Serbien
- Sizilien: Liste der Herrscher von Sizilien
- Spanien: Liste der Staatsoberhäupter von Spanien
- Ungarn: Liste der Herrscher von Ungarn
- Westgotenreich: Liste westgotischer Könige
- Württemberg: Liste der Herrscher von Württemberg